# GRAV
Die Abkürzung GRAV steht für gewichtsreduzierter Aluminium-Vorderwagen. Bei dieser Variante einer Automobilkarosserie, die vom Automobilhersteller BMW entwickelt wurde, besteht der Vorderwagen aus Aluminium. Die Fahrgastzelle und der Hinterwagen sind aus Stahl aufgebaut. Der GRAV kam zum ersten Mal in den Baureihen E 60 (BMW 5er) und E 63 (BMW 6er) zum Einsatz. Mit dem Fünfer-Nachfolgemodell blieb der Einsatz von Aluminium nicht mehr auf den Vorderwagen begrenzt.
Der Vorteil dieser Bauweise liegt in einer ausgewogenen Gewichtsverteilung zwischen Vorder- und Hinterachse als bei einem Stahlvorderwagen. Je nach Motorisierung schwankt die exakte Gewichtsverteilung jedoch aufgrund der unterschiedlichen Motorgewichte. Für die Kombiversion 525d ist eine Verteilung von 48,3 % (vorn) zu 51,7 % (hinten) bekannt.

## Weblink
- autoservicepraxis.de Februar 2010, Metallurgie